# Râul Drăghiciul
Râul Drăghiciul este un râu afluent al Râului Tàrgului.

## Hărți
- Harta Județul Argeș